# سیارک ۹۱۷۵
سیارک ۹۱۷۵ (به انگلیسی: 9175 Graun، نامگذاری:1990OO2) نه هزار و صد و هفتاد و پنجمین سیارک کشف شده‌است که در ۲۹ ژوئیه ۱۹۹۰ کشف شد.
قدر مطلق سیارک برابر ۱۲٫۴۰ است.